# Manuel Lazos
Manuel Lazos es una localidad del estado mexicano de Chiapas. Es parte del municipio de Tuxtla Chico.

## Demografía
| Gráfica de evolución demográfica |
|                                  |

| Censo | Población |
| ----- | --------- |
| 1940  | 455       |
| 1950  | 477       |
| 1960  | 765       |
| 1970  | 810       |
| 1980  | —         |
| 1990  | 1 301     |
| 2000  | 1 586     |
| 2010  | 1 826     |
| 2020  | 2 135     |